# Draycott (Cotswold)
Draycott – wieś w Anglii, w hrabstwie Gloucestershire. Leży 39 km na północny wschód od miasta Gloucester i 125 km na północny zachód od Londynu.